# Mordellistena bicentella
Mordellistena bicentella es una especie de coleóptero de la familia Mordellidae.

## Distribución geográfica
Habita en Estados Unidos, Guatemala y México.